# Puchar Interkontynentalny w Lekkoatletyce 2010 – pchnięcie kulą mężczyzn
Pchnięcie kulą mężczyzn – jedna z konkurencji rozegranych podczas pucharu interkontynentalnego w Splicie. Kulomioci rywalizowali 4 września – pierwszego dnia zawodów.

## Rezultaty
| WR - rekord świata \| CR - rekord imprezy \| NR - rekord kraju \| AR - rekord kontynentu                       |
| SB - najlepszy wynik w sezonie \| WL - najlepszy tegoroczny wynik na listach światowych \| PB - rekord życiowy |

| Poz. | Zawodnik                     | Reprezentacja  | #1    | #2    | #3    | #4    | Rezultat |
| ---- | ---------------------------- | -------------- | ----- | ----- | ----- | ----- | -------- |
| 1.   | Christian Cantwell           | Ameryka        | 21.41 | 21.87 | 21.53 | 21.53 | 21.87    |
| 2.   | Tomasz Majewski              | Europa         | 20.73 | 20.87 | 21.22 | 20.78 | 21.22    |
| 3.   | Andrej Michniewicz           | Europa         | 20.68 | 20.40 | X     | X     | 20.68    |
| 4.   | Scott Martin                 | Azja i Oceania | 19.23 | 19.12 | X     | 20.10 | 20.10    |
| 5.   | Dylan Armstrong              | Ameryka        | X     | 19.70 | X     | X     | 19.70    |
| 6.   | Burger Lambrechts            | Afryka         | 18.58 | 18.81 | X     | X     | 18.81    |
| 7.   | Sultan Abdulmajeed Al-Hebshi | Azja i Oceania | 16.98 | 17.23 | 17.68 | X     | 17.68    |
| 8.   | Franck Elemba                | Afryka         | 14.98 | 15.55 | 15.80 | 15.83 | 15.83    |